# كأس ولي العهد 2000–01
أقيمت بطولة كأس ولي العهد الثامنة في موسم 2000/2001، وقد فاز بلقبها نادي السالمية للمرة الأولى في تاريخه.
قسمت الفرق إلى مجموعتين في تلك البطولة، وقد كانت المجموعة الأولى تضم نادي السالمية ونادي الفحيحيل ونادي خيطان ونادي النصر الكويتي ونادي التضامن الكويتي ونادي الصليبيخات ونادي اليرموك، بينما تضم المجموعة الثانية نادي كاظمة ونادي الكويت ونادي القادسية الكويتي ونادي الجهراء ونادي العربي الكويتي ونادي الساحل الكويتي ونادي الشباب الكويتي.
وقد تأهل من المجموعة الأولى نادي السالمية ونادي الفحيحيل وتأهل من المجموعة الثانية نادي كاظمة ونادي الكويت، وقد أقيمت مباريات دور الأربعة في يومي 17 ديسمبر 2000 و18 ديسمبر 2000، وقد كانت المباراة الأولى بين نادي السالمية ونادي الكويت، وقد تعادلا بالوقت الأصلي 2-2 وحسمت المباراة بركلات الجزاء الترجيحية 6-5 لمصلحة نادي السالمية، وفي المباراة الثانية، تعادل نادي كاظمة ونادي الفحيحيل 1-1، وقد فاز نادي كاظمة 5-3 بركلات الجزاء الترجيحية.
وفي مباراة تحديد المركزين الثالث والرابع بين نادي الكويت ونادي الفحيحيل، تعادل الفريقان 1-1، واستطاع نادي الكويت بأن يفوز 4-1 بركلات الجزاء الترجيحية.
وفي يوم الثلاثاء 20 مارس 2001 بين نادي السالمية ونادي كاظمة، واستطاع نادي السالمية بأن يفوز في المباراة 3-0 ويفوز بلقب البطولة لأول مرة في تاريخه، وقد شهدت المباراة شجارا بين لاعب نادي كاظمة أحمد المطيري ومهاجم نادي السالمية جاسم الهويدي، وكان مدرب نادي السالمية في تلك البطولة عادل عبد النبي.

## الدور التمهيدي

### المجموعة الأولى
| الفريق               | لعب | فاز | تعادل | خسر | له | عليه | النقاط |
| -------------------- | --- | --- | ----- | --- | -- | ---- | ------ |
| نادي السالمية        | 6   | 6   | 0     | 0   | 18 | 4    | 18     |
| نادي الفحيحيل        | 6   | 3   | 1     | 2   | 8  | 7    | 10     |
| نادي خيطان           | 6   | 3   | 1     | 2   | 8  | 9    | 10     |
| نادي التضامن الكويتي | 6   | 1   | 3     | 2   | 10 | 10   | 6      |
| نادي النصر الكويتي   | 6   | 2   | 0     | 4   | 9  | 27   | 6      |
| نادي الصليبيخات      | 6   | 1   | 2     | 3   | 8  | 11   | 5      |
| نادي اليرموك         | 6   | 1   | 1     | 4   | 5  | 18   | 4      |

### المجموعة الثانية
| الفريق                | لعب | فاز | تعادل | خسر | له | عليه | النقاط |
| --------------------- | --- | --- | ----- | --- | -- | ---- | ------ |
| نادي كاظمة            | 6   | 4   | 2     | 0   | 12 | 2    | 14     |
| نادي الكويت           | 6   | 4   | 2     | 0   | 12 | 5    | 14     |
| نادي القادسية الكويتي | 6   | 3   | 1     | 2   | 11 | 7    | 10     |
| نادي الجهراء          | 6   | 2   | 2     | 2   | 6  | 8    | 8      |
| نادي العربي الكويتي   | 6   | 1   | 1     | 4   | 6  | 10   | 4      |
| نادي الساحل الكويتي   | 6   | 1   | 1     | 4   | 5  | 9    | 4      |
| نادي الشباب الكويتي   | 6   | 1   | 1     | 4   | 6  | 17   | 4      |

## دور الأربعة
- نادي السالمية × نادي الكويت (5:6) بضربات الجزاء الترجيحية.
- نادي كاظمة × نادي الفحيحيل (3:5) بضربات الجزاء الترجيحية.

## مباراة تحديد المركزين الثالث والرابع
- نادي الكويت × نادي الفحيحيل (1:4) بضربات الجزاء الترجيحية.

## النهائي
- نادي السالمية × نادي كاظمة (0:3)